# 刘文锡
刘文锡（1995年5月5日—），是一名中国足球运动员，现效力于中国足球超级联赛球队上海申鑫。

## 俱乐部生涯
刘文锡毕业于广州市第八十七中学，之后在番禺明珠踢五人制室内足球比赛。2013年初，他加盟中国足球超级联赛球队上海申鑫梯队，并在同年6月的二次转会被补报进入一线队。2013年7月6日，他在上海申鑫主场0比3不敌其家乡球队广州恒大的联赛中首发出场，首次在中场联赛亮相。在2013赛季，他在联赛出场4次，足协杯出场1次。